# ماركوس باكر
ماركوس باكر (بالهولندية: Marcus Bakker)‏ (و. 1923 – 2009 م) هو صحفي، وسياسي، من مملكة هولندا، ولد في زاندام، كان عضوًا في حزب اليسار الأخضر (1991–1999)، توفي في زاندام، عن عمر يناهز 86 عاماً.

## مناصب
تولى منصب عضو مجلس النواب من هولندا ‏.